# 唐希颜
唐希颜（872年—937年），字休复，杭州余杭人，祖籍北海郡平寿县，五代十国政治人物。
先仕睦州（今浙江建德市梅城镇）刺史陈询，天祐二年（905）正月，因反对吴越王钱镠而投奔仍然俸唐的杨吴，唐希颜遂投奔陶雅，次年（906）随陶雅去歙州。同年三月任新建的建威军节度使推官。天祐五年（908）举明经，及第（《册府元龟》）。父唐熊，为唐朝杭州唐山县令，祖籍北海郡平寿县，因黄巢之乱遂寓居余杭，未再回原籍。

## 後代
其十七世孫唐居俊於南宋末年率其家人由南雄珠磯巷遷至香山釜涌（即今珠海市唐家灣)，為現今唐家灣鎮唐氏之祖先，唐廷樞、唐紹儀、唐國安、唐雪卿及唐滌生等近代名人皆為其後裔。其後人現分佈於世界各地，包括澳門、香港、上海、美國等。

## 子女
- 唐仁恭，吴越国文穆王时期任唐山县令，水部员外郎。后为為盐鐵判官，贈太子太保。